# Товати, Элиза
Элиза Товати (фр. Élisa Tovati или Touati) — французская певица, актриса кино и телевидения.

## Ранние годы
Элиза Товати родилась в 1976 году в Париже, родители — мароккано-русские евреи. С раннего возраста проявила интерес к театральным постановкам, а в подростковом возрасте снялась в телепрограмме Y’a pas d’lézard, в которой также принял участие актёр Стефан Тофи.

## Карьера актрисы
Элиза Товати снялась в ряде телевизионных постановок, таких как Navarro, Highlander, Extrême Limite, «Нестор Бурма» (2-я серия 4 года сериала — «танцовщица живота»). Её вокальные данные впервые были отмечены в фильме Роджера Ханина Soleil, а также в её более серьёзной роли в La Vérité si je me sens 2 (2001), в котором она играла подругу Хосе Гарсиа.
В 2007 году Товати сыграла роль в фильме 99 франков, в 2012 роль Рэйчел в «Ты будешь чтить свою мать и свою мать».

## Карьера певицы
Начало музыкальной карьере было положено в 2001 году, когда Товати выпустила свой дебютный альбом Moi, je t’aime pour rien, попавший в «Топ 50» французских чартов. Второй альбом, Ange Étrange, увидел свет в 2002 году при содействии таких деятелей индустрии музыки как Рик Аллисон, Патрик Брюэль и др.